# Christoph Sander (Diplomat)
Christoph Sander (* 28. November 1953 in Düsseldorf) ist ein deutscher Diplomat, der von 2015 bis 2019 Botschafter in Togo war.

## Leben
Sander begann nach dem Abitur 1973 in Düsseldorf sowie der Ableistung des Zivildienstes 1975 ein Studium der Rechtswissenschaften, das er mit dem Ersten Juristischen Staatsexamen abschloss. Nach Ableistung des Rechtsreferendariats legte er 1983 das Zweite Juristische Staatsexamen ab.
1983 begann Sander den Vorbereitungsdienst für den höheren Auswärtigen Dienst und war nach dessen Abschluss von 1985 bis 1986 zunächst in der Zentrale des Auswärtigen Amtes in Bonn sowie zwischen 1986 und 1989 an der Botschaft in Indien tätig. Nach einer erneuten Verwendung im Auswärtigen Amt von 1989 bis 1992 war er zwischen 1992 und 1996 am Generalkonsulat in Chicago tätig, ehe er von 1996 bis 1999 abermals Mitarbeiter in der Zentrale des Auswärtigen Amtes war. Daraufhin folgte zwischen 1999 und 2003 eine Tätigkeit an der Botschaft in Ungarn sowie von 2003 bis 2006 an der Botschaft in Pakistan.
Nach seiner Rückkehr nach Deutschland war Sander zwischen 2006 und 2009 Referatsleiter im Auswärtigen Amt und danach von 2009 bis 2012 Mitarbeiter der Botschaft in Venezuela, ehe er zwischen 2012 und 2015 Generalkonsul in Atlanta war.
2015 wurde Sander als Nachfolger von Volker Berresheim Botschafter der Bundesrepublik Deutschland in Togo. Am 12. August 2015 ist er von dem Präsidenten der Republik Togo, Faure Essozimna Gnassingbé, zur Überreichung seines Beglaubigungsschreibens empfangen worden. 2019 wurde er auf diesem Posten von Matthias Veltin abgelöst.